# 224
Het jaar 224 is het 24e jaar in de 3e eeuw volgens de christelijke jaartelling.

## Gebeurtenissen

### Italië
- In Rome breken onlusten uit onder de bevolking, er vinden protesten plaats tegen het onkundig bestuur van regentes Julia Mamaea, moeder van keizer Alexander Severus.

### Midden-Oosten
- 28 april - Slag bij Hormizdegan: Koning Ardashir I verslaat bij Shushtar (huidige Iran) het Parthische leger onder bevel van Artabanus IV.
- Koning Vologases VI (de broer van Artabanus) sluit een alliantie met Armenia en het Kushanrijk. (waarschijnlijke datum)

## Geboren
- Marcus Aurelius Carus, keizer van het Romeinse Rijk (overleden 283)

## Overleden
- Julia Maesa, keizerin en grootmoeder van Alexander Severus